# باشگاه فوتبال برق تهران
باشگاه فوتبال برق تهران یک باشگاه فوتبال ایرانی است که در سال ۱۳۴۴ توسط ضیاالدین نهاوندی در محل برق منطقه ای تهران در میدان ژاله تهران بنیانگذاری شد.  تیم برق فعالیت خود را از دسته چهارم تهران آغاز و در سال ۱۳۴۷ به دسته اول باشگاه های تهران راه یافت و در اولین حضور خود به مقام چهارم رسید. برقی ها در آبان ماه ۱۳۴۹ فاتح جام طلایی آقاخان در پاکستان شدند. برق تهران دو بار حضور در بالاترین سطح لیگ فوتبال ایران را تجربه کرده‌است: جام منطقه‌ای ایران ۱۳۴۹ و جام تخت جمشید ۱۳۵۲. باشگاه برق تهران در خرداد ۱۳۸۶ و در حالی که در لیگ دسته یک بازی می‌کرد، فعالیت حرفه‌ای خود را متوقف کرد و تیم اصلی خود را منحل کرد.
باشگاه برق تهران فوتباليست هاي با استعدادي از جمله ناصر ابراهیمی، هادی نراقی، جواد الله وردی، امیر عابدینی، جهانگیر فتاحی، یونس شکوری، ناصر نبوی، ناصر سلیمی را در دهه ۴۰ و اوایل دهه ۵۰ به جامعه فوتبال آن زمان معرفي كرد.

## افتخارات
- جام طلایی آقاخان
  -  قهرمانی (۱): ۱۹۷۰

## مدیران
سیّد محمّد کاظم اولیایی